# Длинный разгибатель большого пальца
Длинный разгибатель большого пальца (лат. Musculus extensor hallucis longus) — мышца голени передней группы.
Залегает между передней большеберцовой мышцей (лат. M. tibialis anterior) и длинным разгибателем пальцев (лат. M. extensor digitorum). Верхние две трети длинного разгибателя пальца покрыты указанными мышцами.
Мышца берёт начало от медиальной поверхности средней и нижней третей малоберцовой кости и межкостной перепонки голени и, направляясь вниз, переходит в узкое длинное сухожилие, которое по среднему каналу проходит под лат. retinaculum mm. extensorum inferius к большому пальцу стопы. Оно прикрепляется к дистальной фаланге. Часть его пучков срастается с основанием проксимальной фаланги.

## Функция
Разгибает большой палец, стопу, приподнимая её передний край. При фиксированной стопе вместе с другими передними мышцами наклоняет вперёд голень.